# Juli 2022
Dit artikel geeft een chronologisch overzicht van de belangrijkste gebeurtenissen per dag in de maand Juli van het jaar 2022.

## Gebeurtenissen

### 3 juli
- Bij demonstraties in de Oezbeekse regio Karakalpakië vallen zeker 18 doden. Aanleiding is een wetsvoorstel van president Mirzijojev over de autonomie van het gebied.

### 4 juli
- In Highland Park in de Amerikaanse staat Illinois worden tijdens een Independence Day-optocht zes mensen doodgeschoten. De vermoedelijke dader is een man van begin 20.[1]

### 7 juli
- Boris Johnson kondigt zijn aftreden aan als Premier van het Verenigd Koninkrijk.[2]

### 8 juli
- In Nara wordt de Japanse oud-premier Shinzo Abe neergeschoten terwijl hij bezig was met een verkiezingstoespraak. Hij bezwijkt korte tijd later aan zijn verwondingen.[3] (Lees verder)

### 23 juli
- Bij gevechten tussen meerdere milities in het centrum van Tripoli vallen zeker 13 doden.[4]

### 24 juli
- Darter Michael van Gerwen verslaat Gerwyn Price met 18-14 in de finale van de World Matchplay en wint het toernooi zo voor de derde keer.[5]

### 27 juli
- In het zuiden van Pakistan (Beloetsjistan en de stad Karachi) vallen honderden doden door zware en langdurige regenval.[6]

### 29 juli
- Bij een brand in een hostel in Moskou vallen zeker acht doden en een onbekend aantal gewonden. In het hostel zouden migranten hebben gezeten, en het gebouw zou gebarricadeerd zijn geweest.[7]

- Een Georgische Mi-8-helikopter stort neer tegen een bergwand bij het ski- en outdoorresort Goedaoeri, waarbij alle acht inzittenden (vier bemanningsleden, twee artsen en twee reddingswerkers) omkomen. Zij waren bezig met een reddingsoperatie van twee paragliders.[8]

## Overleden
<< · januari · februari · maart · april · mei · juni · juli · augustus · september · oktober · november · december · >>